# Xyris mertensiana
Xyris mertensiana är en gräsväxtart som beskrevs av Friedrich August Körnicke och Gustaf Oskar Andersson Malme. Xyris mertensiana ingår i släktet Xyris och familjen Xyridaceae. Inga underarter finns listade i Catalogue of Life.